# Warren Kirkendale
Warren Kirkendale (Toronto, 14 agosto 1932 – Roma, 29 gennaio 2023) è stato un musicologo canadese.
I suoi testi rappresentano un punto di riferimento importantissimo sulla nascita dell'opera in musica e sul madrigale cinquecentesco.

## Biografia
La sua formazione professionale avvenne nelle città di Toronto, Bonn, nella capitale tedesca e austriaca. Studioso di musica rinascimentale, insegnò presso l' università di Los Angeles dal 1963 al 1967, per poi passare nello stesso anno a Durham, dove rimase sino al 1982, diventando poi professore emerito presso l'università di Ratisbona di cui fu direttore dell'Istituto di musicologia dal 1983.
Insignito di molteplici riconoscimenti internazionali per i suoi studi ricevette in udienza privata  la medaglia di Sua Santità Benedetto XVI per i suoi lavori, il Riconoscimento per la Carriera dal Centro Studi e ricerche S. Giacinta Marescotti, e l'Ordine Mediceo dal Principe Ottaviano de' Medici. Grazie a questi lavori si è potuto ricostruire molto del mecenatismo della famiglia medicea a Firenze. 
Fece parte del comitato scientifico che si è occupato della pubblicazione della edizione nazionale delle opere di Claudio Monteverdi.